# Iglesia de Alpajés
La iglesia de Alpajés (denominada también iglesia de la Virgen de las Angustias) es un templo ubicado en la ciudad de Aranjuez a orillas del río Tajo.

## Historia
Iniciada su construcción conforme a las trazas proporcionadas por el arquitecto Cristóbal Rodríguez de Jarama en 1681, fue en 1690 cuando se colocó la inscripción de su fachada que indicaba que se había completado su planta, restando por construir la capilla mayor. Posee una planta de cruz latina. Se encontraba ubicada en el antiguo barrio medieval de Alpajés que fue absorbido durante el ensanche de Aranjuez en el siglo XVIII.

## Características
La iglesia posee una fachada de sobrio estilo barroco con elementos de arquitectura clásica. Con fachada de ladrillo y piedra blanca de colmenar. La cúpula octogonal es obra del arquitecto y escenógrafo italiano Santiago Bonavía en colaboración con Alejandro González Velázquez. En su exterior aparece el escudo heráldico de Carlos II con la fecha 1690. En su interior se encuentra el Sagrado Corazón de Jesús. La iglesia que se puede ver es una reforma de finales del siglo XX debido a los destrozos que sufrió en la Guerra Civil.